# Provincia eclesiástica de Pamplona y Tudela

Archidiócesis de Pamplona y Tudela
Sufragáneas

La provincia eclesiástica de Pamplona y Tudela constituye una de las 14 provincias eclesiásticas en España. Está constituida por la archidiócesis de Pamplona y Tudela y sus tres diócesis sufragáneas: Las diócesis de Calahorra y La Calzada-Logroño, Jaca y San Sebastián.

## Historia

### La sede arzobispal de Pamplona y Tudela
La tradición remonta los orígenes del cristianismo en Pamplona a san Saturnino (también conocido como san Cernin o Serenín), obispo de Toulouse (Francia), quien, a mediados del siglo III, predicó el Evangelio en la pequeña colonia romana fundada por Pompeyo. Entre los primeros convertidos se encontraba el senador Firmo y su hijo Fermín, que más tarde se convertiría en el primer obispo de la ciudad. Originalmente fue sufragánea de la archidiócesis de Tarragona.
A finales del siglo VI se menciona a Liliolo como obispo de Pamplona en el III Concilio de Toledo (589). Parece que durante la invasión musulmana se traslada la diócesis a Leyre. Se pierden las noticias de la diócesis hasta el 829, cuando se realizan los primeros intentos de establecer el reino de Navarra.
Durante la Edad Media, Navarra es tierra de paso para los peregrinos dirigidos a Santiago de Compostela por el Camino de Santiago. El tránsito de peregrinos alentó el florecimiento de algunos monasterios (Leyre, Irache, Fitero, Iranzu y La Oliva).
En el siglo XIII el reino de Navarra se divide en seis diócesis, entre ellas la de Pamplona fue la más grande, que se extiende incluso más allá de las fronteras del reino.
En 1318 la diócesis pasó a ser sufragánea de la archidiócesis de Zaragoza hasta 1574, cuando pasó a serlo de la archidiócesis de Burgos.
En 1566 la diócesis se amplió para incluir los territorios españoles de la diócesis de Bayona y Dax, beneficiado por el contexto de las Guerras de religión de Francia.
El 27 de marzo de 1783 el papa Pío VI erigió la diócesis de Tudela, dependiente de la archidiócesis de Burgos y, a partir de 1851, de Zaragoza.
En 1785 la diócesis de Pamplona cedió el arciprestazgo de Valdonsella a la diócesis de Jaca.
Tras el concordato de 1851, el 5 de septiembre de ese año, el papa Pío IX, por medio de la bula Para vicariam suprimió la sede de Tudela. A partir del año 1858, los obispos de Tarazona asumieron el control de la diócesis de Tudela en calidad de administradores apostólicos.
El 8 de septiembre de 1861 cedió parte de su territorio para la creación de la Diócesis de Vitoria.
A partir del año 1955 la diócesis de Tudela se incorpora a la de Pamplona y un año después, el 11 de agosto de 1956, el papa Pío XII promulgó la bula Decessorum nostrorum, por la cual Pamplona fue elevada al rango de archidiócesis metropolitana. El 11 de agosto de 1984, el papa Juan Pablo II, por la bula Supremam exercentes, unió aeque principaliter las diócesis de Pamplona y de Tudela tomando su prelado conjuntamente los títulos de arzobispo de Pamplona y obispo de Tudela.

### La sede episcopal de Calahorra y La Calzada-Logroño
El primer obispo de Calahorra del que se tienen referencias fue el obispo Silvino, hacia el año 463. Posteriormente, con la invasión musulmana, la sede episcopal se trasladará hacia el norte, inicialmente a San Millán de la Cogolla, pasando más tarde a Nájera para volver (en 1170) a Calahorra.
En 1232, el papa autoriza el traslado de la diócesis a Santo Domingo de la Calzada, aunque solo se mantiene allí hasta 1235. Este hecho convirtió al templo de Santo Domingo de la Calzada en catedral, pasando desde entonces la sede a llamarse diócesis de Calahorra y La Calzada.
Por otra parte, la villa riojana de Albelda de Iregua había sido un importante centro monacal, convirtiéndose en el siglo XII en sede episcopal. Posteriormente, en 1959 la Colegiata de Santa María de la Redonda de Logroño recibe el título de concatedral, cambiando por ello el nombre de la diócesis al actual.
La diócesis ha sido sufragánea de las archidiócesis de Tarragona (hasta1312), Zaragoza (1312 – 1574), Burgos (1574 – 1956) y Pamplona (1956–actual).

### La sede episcopal de Jaca
Eclesiásticamente, la ciudad de Jaca pertenecía a la diócesis de Huesca, pero cuando los musulmanes tomaron Huesca en el año 713, el obispo huyó y la diócesis fue regida por obispos itinerantes, denominados aragonensis episcopus o de suborensis, residiendo de manera especial en el San Adrián de Sásabe, la sede del primer obispo de Aragón mencionado en crónicas de principios del siglo X, Ferriolo (consagrado por el obispo de Pamplona). Le sucedieron otros tres obispos hasta que en 1076 se establece la sede episcopal en Jaca. Durante este tiempo, también fueron lugar de residencia de los obispos de Aragón tanto el Monasterio de San Juan de la Peña como el Monasterio de San Pedro de Siresa.
Con la reconquista de Huesca por Pedro I de Aragón, en 1096, el obispo volvió a su sede anterior a la invasión árabe, perdiendo Jaca su autonomía y denominándose sus prelados como obispos de Huesca-Jaca.
El 8 de marzo de 1573 se segregó de la Diócesis de Huesca la nueva diócesis de Jaca por petición del rey Felipe II para evitar así que la mentalidad de las "tierras de herehes" colindantes se extendiera. El territorio asignado a la nueva diócesis permaneció inalterado hasta 1785, cuando, mediante bula de Pío VI, se anexionó el arciprestazgo de la Valdonsella perteneciente al Obispado de Pamplona. Sin embargo, en 1903 la Parroquia de Pradilla se agregó, con el arciprestazgo de la Valdonsella, a la diócesis de Zaragoza.
Entre los días 23 al 25 de agosto de 1899 se celebró Sínodo Diocesano con la presencia de más de ciento sesenta sacerdotes de la diócesis.
El 11 de agosto de 1956 el papa Pío XII promulgó la Bula por la cual la diócesis de Pamplona fue elevada al rango de archidiócesis metropolitana, quedando la diócesis de Jaca como sufragánea suya.

### La sede episcopal de San Sebastián
La diócesis fue erigida por el papa Pío XII, mediante bula Quo commodius, del 2 de noviembre de 1949, con territorio desmembrado de la diócesis de Vitoria. En principio era sufragánea de la archidiócesis de Burgos, hasta que en 1956 pasó a serlo de la archidiócesis de Pamplona.

## Organización territorial

### Datos de la Provincia Eclesiástica
La provincia eclesiástica de Pamplona y Tudela está formada por la archidiócesis de Pamplona y Tudela -que es la sede metropolitana- y las diócesis sufragáneas de Calahorra y La Calzada-Logroño, Jaca y San Sebastián. Además, el arzobispo de Pamplona y Tudela es el metropolitano de la provincia y tiene autoridad muy limitada sobre las diócesis sufragáneas.
| Provincia eclesiástica de Pamplona y Tudela | Provincia eclesiástica de Pamplona y Tudela | Provincia eclesiástica de Pamplona y Tudela |
| Catedral                                    | Advocación                                  | Diócesis                                    |
| ------------------------------------------- | ------------------------------------------- | ------------------------------------------- |
| Catedral de Pamplona                        | Santa María la Real de Pamplona             | Pamplona y Tudela                           |
| Catedral de Tudela                          | Virgen María                                | Pamplona y Tudela                           |
| Catedral de Calahorra                       | Virgen María                                | Calahorra y La Calzada-Logroño              |
| Catedral de La Calzada                      | Santo Domingo de la Calzada                 | Calahorra y La Calzada-Logroño              |
| Concatedral de Logroño                      | Santa María de la Redonda                   | Calahorra y La Calzada-Logroño              |
| Catedral de Jaca                            | San Pedro                                   | Jaca                                        |
| Catedral de San Sebastián                   | Buen Pastor                                 | San Sebastián                               |

Actualmente la provincia tiene alrededor de 1.383 parroquias, abarca unos 23.327 km² en donde habitan aproximadamente 1.718.114 de personas de las cuales el 95,85% son católicos.
| Datos comparativos entre las diócesis de la provincia  | Datos comparativos entre las diócesis de la provincia | Datos comparativos entre las diócesis de la provincia | Datos comparativos entre las diócesis de la provincia | Datos comparativos entre las diócesis de la provincia | Datos comparativos entre las diócesis de la provincia |
| ------------------------------------------------------ | ----------------------------------------------------- | ----------------------------------------------------- | ----------------------------------------------------- | ----------------------------------------------------- | ----------------------------------------------------- |
| Diócesis                                               | Erigida                                               | Área(km²)                                             | % C.                                                  | Población total                                       | P.                                                    |
| Pamplona y Tudela                                      | siglo V                                               | 10.421                                                | 98,9                                                  | 644.566                                               | 734                                                   |
| Calahorra y La Calzada-Logroño                         | siglo V                                               | 5.033                                                 | 95,9                                                  | 315.141                                               | 253                                                   |
| Jaca                                                   | Siglo VIII                                            | 5.896                                                 | 98,1                                                  | 50.200                                                | 181                                                   |
| San Sebastián                                          | 2 de diciembre de 1949                                | 1.977                                                 | 90,5                                                  | 708.207                                               | 215                                                   |
| Total                                                  | Total                                                 | 23.327                                                | 95,85                                                 | 1.718.114                                             | 1.383                                                 |
| P.=Número de parroquias; % C.=Porcentaje de católicos; |                                                       |                                                       |                                                       |                                                       |                                                       |

## Episcopologio
- Ver Lista de Obispos y Arzobispos de Pamplona y Tudela
- Ver Lista de Obispos de Tudela
- Ver Lista de Obispos de Calahorra y La Calzada-Logroño
- Ver Lista de Obispos de Jaca
- Ver Lista de Obispos de San Sebastián